# Municipio de Springfield (condado de Kossuth)
El municipio de Springfield (en inglés: Springfield Township) es un municipio ubicado en el condado de Kossuth en el estado estadounidense de Iowa. En el año 2010 tenía una población de 104 habitantes y una densidad poblacional de 1,41 personas por km².

## Geografía
El municipio de Springfield se encuentra ubicado en las coordenadas 43°28′13″N 94°8′37″O / 43.47028, -94.14361. Según la Oficina del Censo de los Estados Unidos, el municipio tiene una superficie total de 73.93 km², de la cual 73,9 km² corresponden a tierra firme y (0,05 %) 0,03 km² es agua.

## Demografía
Según el censo de 2010, había 104 personas residiendo en el municipio de Springfield. La densidad de población era de 1,41 hab./km². De los 104 habitantes, el municipio de Springfield estaba compuesto por el 98,08 % blancos y el 1,92 % eran de una mezcla de razas. Del total de la población el 1,92 % eran hispanos o latinos de cualquier raza.